# Obesotoma tenuilirata
Obesotoma tenuilirata là một loài ốc biển, là động vật thân mềm chân bụng sống ở biển thuộc họ Conidae, họ ốc cối.